# 플루시오
플루시오(Flussio, 사르데냐어: Frussìo)는 이탈리아의 사르데냐 주 오리스타노도에 있는 코무네이다. 칼리아리에서 북서쪽으로 약 130 킬로미터 (81 mi), 오리스타노에서 북쪽으로 약 40 킬로미터 (25 mi) 떨어져 있다. 2004년 12월 31일 기준으로 인구는 492명이며 면적은 6.9 제곱킬로미터 (2.7 mi2)이다.
플루시오는 다음 지방 자치체와 접해 있다: 마고마다스, 모돌로, 사가마, 스카노디몬티페로, 센나리올로, 수니, 틴누라, 트레스누라게스.